# اچ-۸۹
اچ-۸۹ (به انگلیسی: H-89) یک ترکیب شیمیایی با شناسه پاب‌کم N-[2-[[3-(4-Bromophenyl)-2-propenyl]amino]ethyl]-5-isoquinolinesulfonamide dihydrate dihydrochloride است. 